# العالم المفقود (فلم 1925)
العالم المفقود (بالإنجليزية: The Lost World) فيلم مغامرة، وفنتازيا، صامت أُنتج عام 1925، وهو مقتبس عن رواية العالم المفقود للكاتب آرثر كونان دويل. الفيلم من إنتاج فيرست ناشونال بيكتشرز،و إخراج هاري هويت، وشارك في التمثيل والاس بيري بدور البروفيسور المتحدي.

## فريق التمثيل

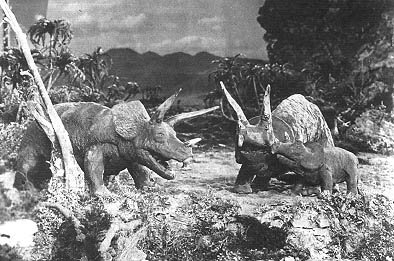
نزال بين اثنين من التريسيراتوبس - لقطة من الفيلم

- آرثر كونان دويل
- بيسي لوف
- لويس ستون
- والاس بيري

## روابط خارجية
- العالم المفقود على موقع IMDb (الإنجليزية)
- العالم المفقود على موقع روتن توميتوز (الإنجليزية)
- العالم المفقود على موقع نتفليكس (الإنجليزية)
- العالم المفقود على موقع ألو سيني (الفرنسية)
- العالم المفقود على موقع Turner Classic Movies (الإنجليزية)
- العالم المفقود على موقع أول موفي (الإنجليزية)
- العالم المفقود على موقع فيلمافينيتي (الإسبانية)
- العالم المفقود على موقع قاعدة بيانات الأفلام السويدية (السويدية)
- العالم المفقود على موقع قاعدة بيانات الفيلم (الإنجليزية)
- العالم المفقود على موقع ليتربوكسد (الإنجليزية)
- xJyk1FzEXXI  The Lost World  على يوتيوبxJyk1FzEXXI  The Lost World  على يوتيوب
- The Lost World على موقع أول موفي.
- العالم المفقود متوفر للتحميل المجاني على أرشيف الإنترنت
- Review of Image DVD and history of the different versions of the film
- Silent Movie Monsters: Sir Arthur Conan Doyle's The Lost World
- The Lost World at silentera.com
- Lobby poster featuring Wallace Beery